# Kumulat

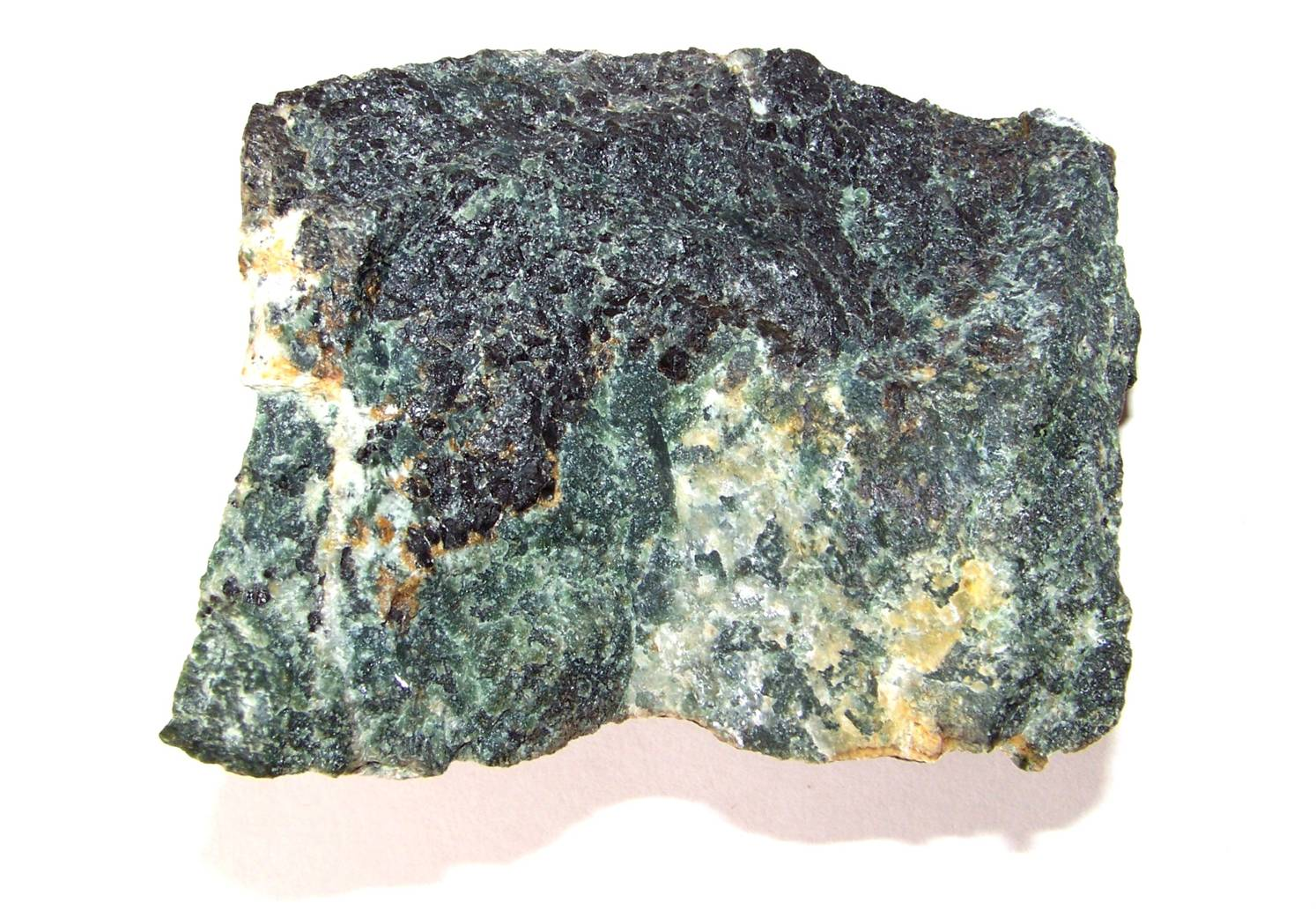
Chromit-Kumulation in Serpentinit. Tąpadła-Pass, Niederschlesien

Kumulat (von lateinisch cumulare ‚anhäufen‘) ist ein magmatisches Gestein, das sich aus einer Schmelze während des Prozesses der Akkumulation in Magmakammern gebildet hat. Es zeichnet sich durch eine lagige Anreicherung von einem oder mehreren Mineralen aus. Kumulate kommen besonders häufig unter mafischen und ultramafischen Gesteinen vor.

## Entstehung
Die innere Struktur der Grundmasse von Kumulatgestein besteht aus einem Gerüst aus Kristallen, den Kumuluskristallen, wobei Plagioklase die am häufigsten vertretene Grundmasse dieser Kristallmischbildung darstellt. Kumuluskristalle wachsen in der Schmelze der Akkumulation weitgehend frei und sind daher idiomorph bis hypidiomorph ausgebildet.
Man unterscheidet drei Typen des Kumulatgefüges:
- Adkumulat: besteht zu 93–100 % aus Kumuluskristall (Grundmasse), somit ein monomineralisches Gestein
- Mesokumulat: besteht zu 85–93 % aus Kumuluskristallen mit breiten Anwachsflächen, geringe Mengen anderer Minerale
- Orthokumulat: besteht zu 75–85 % aus Kumuluskristallen mit schmalen Anwachsflächen, der Rest besteht aus Mineralen, die durch die Kumulusschmelze kristallisiert sind, wie Olivinen, Pyroxenen, Magnetiten, Orthoklasen.